# Timeboxing
La gestion par blocs de temps, ou méthode du temps limité (en anglais « timeboxing ») est une approche de planification et de gestion de temps qui consiste à allouer à la réalisation d'une activité donnée une durée fixe, volontairement limitée de temps. 
Cette approche est fondée sur la prise en compte du caractère supposés subjectif des critères qui déterminent qu'un travail est effectivement fini : « comme on peut toujours tout améliorer, alors on risque de ne jamais rien finir…». C'est toute la difficulté vécue par Claude Lantier, héros maudit du roman L'Œuvre d'Émile Zola : l'inachèvement de ses toiles.

## En gestion de projet
La gestion par blocs de temps est une technique de planification de projet. 
Elle est caractéristique de certaines méthodes « agiles », qui subdivisent la durée de projet en cycles de développements (parfois appelés « sprints » ) de durée fixe, en général constante.  Au lieu d'adapter le planning en fonction de la durée variable des tâches, le projet fixe la durée et fait varier le contenu de la tâche.   
Elle est particulièrement utilisée dans le domaine du développement logiciel.  
Elle est également utilisée en rétroplanification. Le calendrier du projet est divisé en un certain nombre de périodes de production contraintes chacune par une échéance fixée. Travaillant en compte à rebours, le chef de projet se concentre alors sur un nombre réduit d'objectifs tout en limitant le temps alloué à l’équipe pour les atteindre.
Le délai de production étant impérativement fixé, il y a lieu d'être flexible quant aux composants et aux fonctions des livrables à produire, ceux-ci étant mis au point par itérations successives, jusqu'à l'échéance finale. 
La détermination des composants à produire en timeboxing peut s'effectuer de plusieurs manières jusqu'à ce que la limite de temps soit atteinte :
- en retirant des fonctions de l'objectif final ;
- en ajoutant des fonctions à une production intermédiaire ;
- en se focalisant sur une réalisation prioritaire, puis en ajoutant ou retirant des fonctions.

Lorsque la contrainte fixée n'est pas le temps mais le budget, on parle de budgeting[réf. nécessaire].

## En gestion du temps
La gestion par blocs de temps est une technique de gestion du temps qui vise à conserver une haute concentration des individus impliqués dans des tâches susceptibles de s'inscrire dans la durée. 
La technique Pomodoro est ainsi une application individuelle du timeboxing, basée sur l'usage d'un minuteur.